# Brasópolis
Brasópolis är en kommun i Brasilien.   Den ligger i delstaten Minas Gerais, i den sydöstra delen av landet, 800 km söder om huvudstaden Brasília. Antalet invånare är 83 415.
I omgivningarna runt Brasópolis växer i huvudsak städsegrön lövskog. Runt Brasópolis är det ganska glesbefolkat, med 24 invånare per kvadratkilometer.